# 2024年パリオリンピックのスケートボード競技
2024年パリオリンピックのスケートボード競技（2024ねんパリオリンピックのスケートボードきょうぎ）は、ワールドスケート（WS）が管轄し、2024年7月27日から8月7日に開催された2024年パリオリンピックのスケートボード競技である。前回大会と同様、男女ともパークとストリートの2種目ずつ、計4種目が実施された。会場はコンコルド広場。

## 出場資格
各種目22名ずつ、計88名が出場する。1つのNOCからは種目ごとに最大3名まで出場できる。開催国となるフランスに各種目1名ずつ、ユニバーサリティ枠として同じく各種目1名ずつの出場枠が確保されている。残りの80枠は、世界選手権やオリンピック予選シリーズなどの成績を基に作られるオリンピック世界スケートボードランキング（OWSR）の2024年6月24日時点の上位選手に出場権が与えられる。ただし、ある種目に出場枠を得られなかった大陸がある場合は、その大陸の代表選手のうちOWSRで最上位の選手に割り当てられる。

## 競技日程
時刻はいずれも中央ヨーロッパ夏時間（UTC+2）。
| 日程       | 日付    | 開始  | 終了  | 種目           | 内容 |
| ---------- | ------- | ----- | ----- | -------------- | ---- |
| 大会3日目  | 7月29日 | 12:00 | 15:30 | 男子ストリート | 予選 |
| 大会3日目  | 7月29日 | 17:00 | 19:00 | 男子ストリート | 決勝 |
| 大会2日目  | 7月28日 | 12:00 | 15:30 | 女子ストリート | 予選 |
| 大会2日目  | 7月28日 | 17:00 | 19:00 | 女子ストリート | 決勝 |
| 大会11日目 | 8月6日  | 12:30 | 16:00 | 女子パーク     | 予選 |
| 大会11日目 | 8月6日  | 17:30 | 19:00 | 女子パーク     | 決勝 |
| 大会12日目 | 8月7日  | 12:30 | 16:00 | 男子パーク     | 予選 |
| 大会12日目 | 8月7日  | 17:30 | 19:00 | 男子パーク     | 決勝 |

## 競技結果
| 種目           | 金                                      | 金     | 銀                                      | 銀     | 銅                                          | 銅     |
| -------------- | --------------------------------------- | ------ | --------------------------------------- | ------ | ------------------------------------------- | ------ |
| 男子ストリート | 堀米雄斗 日本 (JPN)                     | 281.14 | ジャガー・イートン アメリカ合衆国 (USA) | 281.04 | ナイジャ・ヒューストン アメリカ合衆国 (USA) | 279.38 |
| 女子ストリート | 吉沢恋 日本 (JPN)                       | 272.75 | 赤間凛音 日本 (JPN)                     | 265.95 | ライッサ・レアウ ブラジル (BRA)             | 253.37 |
| 男子パーク     | キーガン・パーマー オーストラリア (AUS) | 93.11  | トム・シャー アメリカ合衆国 (USA)       | 92.23  | アウグスト・アキオ ブラジル (BRA)           | 91.85  |
| 女子パーク     | アリサ・トゥルー オーストラリア (AUS)   | 93.18  | 開心那 日本 (JPN)                       | 92.63  | スカイ・ブラウン イギリス (GBR)             | 92.31  |